# Omar Borboa Becerra
Omar Antonio Borboa Becerra (24 de agosto de 1980) es un político mexicano, miembro del Partido Acción Nacional (PAN). Ha sido en dos ocasiones diputado federal.

## Biografía
Es licenciado en Derecho egresado de la Universidad del Valle de Atemajac (UNIVA) y tiene estudios de diplomado en Derechos Humanos. Es miembro activo del PAN desde 2000.
Ejerció su profesión de manera particular de 2001 a 2002 como director jurídico de la Notaría Pública 1 de Zapotlanejo, Jalisco y de 2002 a 2003 como abogado en despacho particular. Paralelamente de 2000 a 2002 fue asesor jurídico del ayuntamiento de Zapopan, siendo presidente municipal Macedonio Támez Guajardo y de 2003 a 2006 del ayuntamiento de Guadalajara, siendo su titular Emilio González Márquez.
En 2006 fue postulado candidato del PAN a diputado federal por el Distrito 10 de Jalisco, siendo elegido para la LX Legislatura de dicho año al de 2009. En la Cámara de Diputados fue integrante de las comisiones de Trabajo y Previsión Social; de Juventud y Deporte; y, del Comité del Centro de Estudios de Derecho e Investigaciones Parlamentarias. Solicitó licencia definitiva al cargo el 15 de junio de 2008 para ser nombrado delegado del Registro Agrario Nacional (RAN) en Jalisco.
Renunció a dicho cargo para asumir a partir del 1 de enero de 2010 el cargo de regidor del ayuntamiento de Zapopan, que fue presidido por Héctor Vielma Ordóñez. Se separó de dicho cargo los últimos meses en virtud de haber sido de nuevo postulado candidato y elegido por segunda ocasión diputado federal por el Distrito 10 de Jalisco. En esta ocasión para la LXII Legislatura que culminaría en 2015. En este cargo fue presidente de la comisión especial para dar seguimiento a la regularización de los solares urbanos de las zonas metropolitanas del país; secretario de la comisión de Reforma Agraria; e integrante de las comisiones del Deporte; y, de Transparencia y Anticorrupción.
Se separó del cargo el 1 de septiembre de 2014 para buscar se candidato a presidente municipal de Zapopan, que no logró. De 2016 a 2018 fue secretario general del comité estatal del PAN y de 2019 a 2021 secretario de Vinculación con Organizaciones de la Sociedad Civil del comité nacional del PAN presidido por Marko Cortés Mendoza. Dejó el cargo para ser candidato del PAN a presidente municipal de Zapopan en las elecciones de 2021, en las que quedó en cuarto lugar de las preferencias electorales con el 7.74% de los votos.
En las elecciones federales de 2024, fue postulado candidato a diputado federal por el Distrito 10 por la coalición Fuerza y Corazón por México. Fue elegido al recibir el 42.12% de los votos, sobre el 32.03 de su compedidor de Movimiento Ciudadano, Sergio Barrera Sepúlveda que buscaba la reelección en el cargo.